# یونایتد بیسکویتس
یونایتد بیسکویتس (انگلیسی: United Biscuits) به اختصار یوبی (UB) یک کورپوریشن چندملیتی مواد غذایی بریتانیایی است که بیسکویت‌های مک‌ویتیس، تردک خامه ای جاکوبز و تنقلات تویگلتز را تولید می‌کند. این شرکت در بورس لندن پذیرفته شده بود و زمانی یکی از اجزای شاخص ۱۰۰ بورس اوراق بهادار فایننشیال تایمز بود. در نوامبر ۲۰۱۴، این شرکت توسط ییلدیز هلدینگ خریداری شد و اکنون بخشی از پلادیس گلوبال است.
یونایتد بیسکویت در تعدادی از کشورهای اروپایی مانند هلند، فرانسه و بلژیک تولید می‌شود و همچنین یک سایت تولیدی در هند دارد. دفتر مرکزی این شرکت در پارک تجاری چیزویک در لندن غربی است.